# سامبا (گرجستان)
سامِبا (گرجی: სამება؛ پیش‌تر گونیا-کالا و کاسترون یونانی: Γκουνιά-Καλά و Κάστρον گرجی: გუნიაკალა) یک روستا شهرداری تسالکا در گرجستان است.
این روستا در سال ۱۸۳چ میلادی به‌دست یونانیان پونتیک مهاجر از روستایی به همین نام در ولایت ترابزون در امپراتوری عثمانی ایجاد شد.
سامبا در ۵ کیلومتری غرب شهر تسالکا واقع شده است که شهر اصلی و مرکز اداری این منطقه است. برخی اط افراد زاده‌شده در دهه ۱۹۳۰ هنوز می‌توانند به یونانی پونتی صحبت کنند. پس از جنگ جهانی دوم برخی از افراد در این روستا زبان خود را حفظ کردند، اما بقیه به صحبت ترکی استانبولی و روسی روی آوردند.
در زمان فروپاشی اتحاد جماهیر شوروی سوسیالیستی حدود بیش از ۲۰۰۰ نفر و ۷۰۰ خانوار در این ناحیه زندگی می‌کردند. در سال ۲۰۰۲ میلادی ۲۳۶ نفر ساکن روستا بودند که ۷۲٪ آنها یونانی و ۱۸٪ گرجی بودند.